# Inntalkette
La Inntalkette (cadena de la vall de l'Inn), coneguda també com a Nordkette per la seva ubicació al nord d'Innsbruck, és la més meridional i curta de les quatre grans cadenes muntanyoses al Karwendel, als Alps calcaris del Tirol septentrional. A l'oest s'uneix amb el grup de l'Erlspitze i a l'est amb la cadena Gleirsch-Halltal. Al sud limita amb la vall de l'Inn (riu). El cim més alt és el Kleine Solstein (2.637 msnm), a l'oest de la serralada.

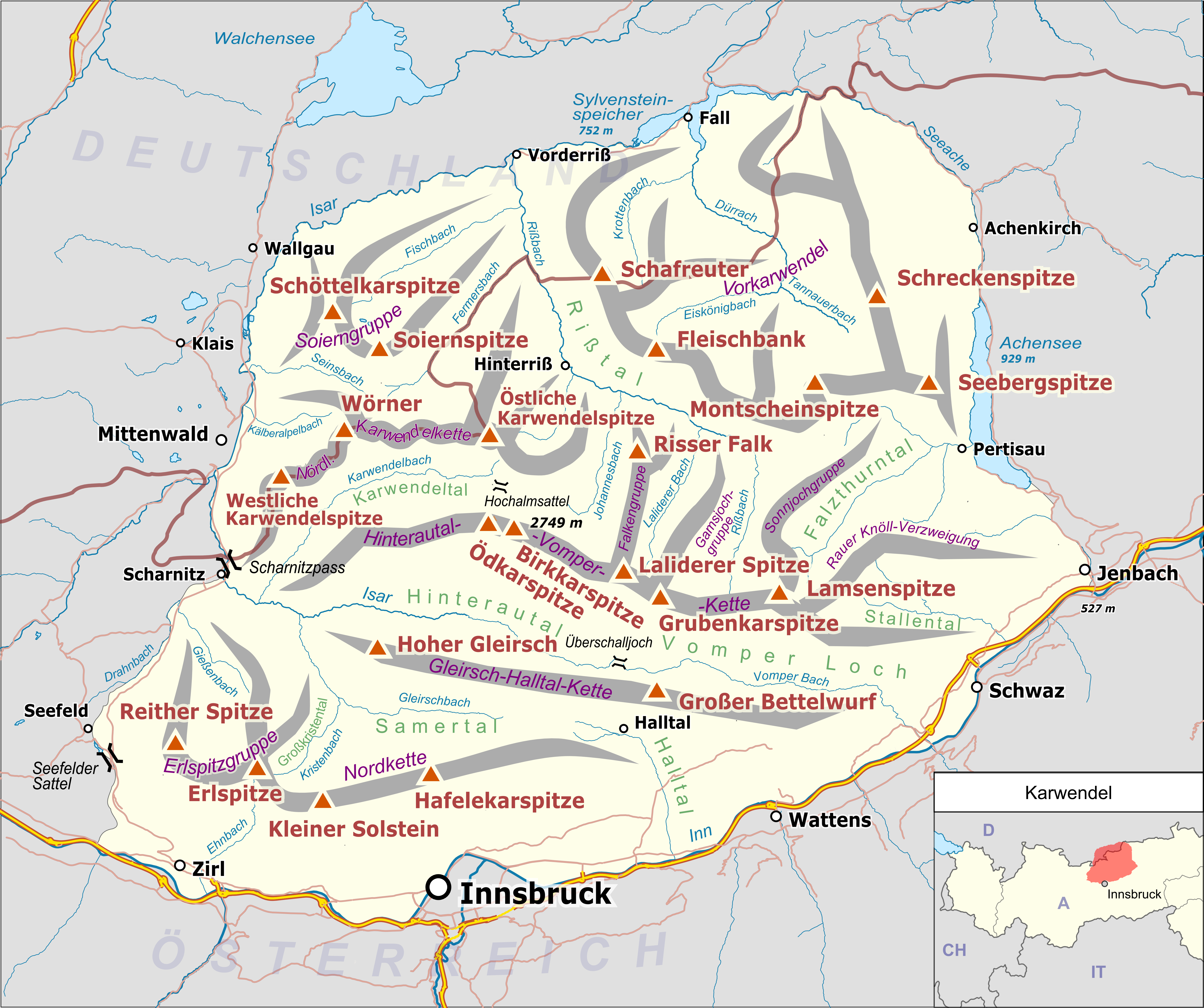
Mapa del Massís

## Classificació
Segons la SOIUSA, la Inntalkette són un grup alpí amb la següent classificació:
- Gran part: Alps orientals
- Gran sector: Alps del nord-est
- Secció: Alps calcaris del Tirol septentrional
- Subsecció: Muntanyes del Karwendel
- Supergrup: Massís del Karwendel
- Grup: Intalkette

## Cims
Els cims més importants (d'oest a est) són:
- Großer Solstein (2.541 m)
- Kleiner Solstein (2.637 m)
- Hohe Warte (2.597 m)
- Hintere Brandjochspitze (2.599 m)
- Vordere Brandjochspitze (2.559 m)
- Hippenspitze (2.388 m)
- Brandjochkreuz (2.268 m)
- Frau Hitt (2.270 m)
- Westliche Sattelspitze (2.339 m)
- Kemacher (2.480 m)
- Kumpfkarspitze (2.393 m)
- Seegrubenspitze (2.350 m)
- Hafelekarspitze (2.334 m)
- Gleirschspitze (2.317 m)
- Mandlspitze (2.366 m)
- Gleirschtaler Brandjoch (2.372 m)
- Rumer Spitze (2.454 m)
- Thaurer Jochspitze (2.306 m)
- Pfeiser Spitze (2.347 m)
- Lattenspitze (2.330 m)
- Wildangerspitze (2.153 m)
- Thaurer Zunterkopf (1.918 m)
- Haller Zunterkopf (1.966 m)
- Hochmahdkopf (1.738 m)